# Cornelius Biezeno
Cornelius Benjamin Biezeno (Delft, 2 de março de 1888 — Wageningen, 5 de setembro de 1975) foi um professor holandês.
Foi palestrante do Congresso Internacional de Matemáticos em Bolonha (1928), na seção Engineering and Industrial Applications.

## Biografia
Biezeno estudou engenharia mecânica de 1904 a 1909 (graduando-se cum laude) na Universidade Técnica de Delft. Posteriormente, ele foi professor, primeiro de engenharia mecânica e depois de matemática em Delft. Em 1914, ele se tornou professor de mecânica em Delft. De 1937 a 1938 e de 1949 a 1951 foi reitor magnífico da Delft.
Seu livro Technische Dynamik, escrito com Richard Grammel, foi uma referência padrão em sua época. Biezeno foi um dos organizadores do primeiro Congresso Internacional de Mecânica Aplicada realizado em Delft em 1924.
Seus alunos de doutorado incluem Warner T. Koiter e Adriaan van Wijngaarden. Biezeno recebeu doutorado honorário da Universidade de Ghent, da Universidade de Amsterdã e da Universidade Livre de Bruxelas. Em 1939, foi eleito membro da Real Academia Holandesa de Artes e Ciências. Em 1960 ele recebeu a Medalha Timoshenko com Richard Grammel.

## Publicações
- com Richard Grammel: Technische Dynamik, Springer Verlag 1939, 2nd edition in two volumes 1953
- com Grammel: Engineering Dynamics, 4 vols., Glasgow: Blackie, 1955, 1956
- Editor com Johannes Martinus Burgers: Proceedings of the first congress of applied mechanics, Delft 1924, Delft, Waltman 1925[4]